# Podlesie (Śmicz)
Podlesie (nazwa oboczna Waldeka, niem. Waldeck) – przysiółek wsi Śmicz w Polsce, położony w województwie opolskim, w powiecie prudnickim, w gminie Biała. Historycznie leży na Górnym Śląsku, na ziemi prudnickiej.
W latach 1975–1998 przysiółek administracyjnie należał do ówczesnego województwa opolskiego.

## Geografia
Do Podlesia prowadzi droga powiatowa ze Śmicza do Pleśnicy. Miejscowość przylega do Potoku Piechocickiego, który wyznacza granicę pomiędzy gminą Biała w powiecie prudnickim i gminą Korfantów w powiecie nyskim.

## Nazwa
Do 1945 miejscowość nosiła niemiecką nazwę Waldeck, którą tłumaczy się na Leśny Zakątek. 2 kwietnia 1949 r. nadano miejscowości, wówczas administracyjnie związanej ze Śmiczem, polską nazwę Podlesie. Miejscowość popularnie nazywana jest przez lokalną ludność Waldeka. W opracowanej w 1971 przez Powiatowy Inspektorat Statystyczny w Prudniku Statystycznej charakterystyce miejscowości w gromadach powiatu prudnickiego, miejscowość została wymieniona pod nazwami Podlesie i Waldeka.

## Historia
Przysiółek powstał jako kolonia dla robotników rolnych przy sąsiednim folwarku. W miejscowości znajdowały się trzy prywatne gospodarstwa rolne. W 1888 w Podlesiu funkcjonowała cegielnia.
W odróżnieniu od Śmicza, w którym mieszkali Polacy i Niemcy, Podlesie było zamieszkane głównie przez Niemców. W 1921 w zasięgu plebiscytu na Górnym Śląsku znalazła się tylko część powiatu prudnickiego. Podlesie znalazło się po stronie zachodniej, poza terenem plebiscytowym. W 1937 w Podlesiu mieszkali: robotnik Johann Drescher, robotnik Josef Drescher, wdowa Anna Fischer, Alois Görlich, robotnik Paul Hoheisel, robotnik Paul Honisch, rolnik Karol Irgel, robotnik Florian Januschke, robotnik Johann Januschke, wdowa Franziska Kattner, robotnik Franz Latta, Marie Nowotny, rolnik Julius Schmidt, Marie Schmidt, robotnik Karl Thinel i rolnik Franz Wagner.
Po II wojnie światowej, od marca do maja 1945 powiat prudnicki znajdował się pod kontrolą radzieckiej komendantury wojskowej. 11 maja 1945 polska administracja przejęła władzę cywilną w powiecie prudnickim.
W spisie gromad i miejscowości w powiecie prudnickim na dzień 1 stycznia 1953 wymieniono Podlesie jako przysiółek Śmicza pod nazwą Waldeka. Według podziału administracyjnego województwa opolskiego na dzień 31 sierpnia 1964, Podlesie, jako przysiółek Śmicza, należało do gromady Kolnowice. W 1966 w przysiółku mieszkało 48 osób.

## Gospodarka
W pobliżu Podlesia zlokalizowane jest wyrobisko piasku.

## Transport
W zarządzie Wydziału Drogownictwa Starostwa Powiatowego w Prudniku znajduje się droga powiatowa nr 1527O relacji Przydroże Wielkie – Podlesie – Śmicz.

## Religia
Katolicy z Podlesia należą do parafii św. Floriana w Przydrożu Małym (dekanat Biała).